# Oceana (organización)
Oceana inc. es una organización no gubernamental sin ánimo de lucro cuyo objetivo es la conservación marina, mediante el activismo y la investigación científica. Con sus investigaciones pretenden influir en la toma de decisiones en políticas concernientes al mar, tanto a nivel nacional como internacional, para preservar y restaurar los océanos del mundo. Es la asociación más grande dedicada a la preservación de los océanos. Entre sus logros se encuentran la protección de especies en vías de extinción y de zonas de valor ecológico, así como una mayor transparencia en la industria pesquera.
Actualmente, Oceana tiene una plantilla de alrededor de 200 empleados y 6.000 voluntarios, y a fecha de 2017, alrededor de $ 50 USD millones en ingresos. Oceana adopta un enfoque multifacético para la conservación de los océanos y lleva a cabo su propia investigación científica además de hacer recomendaciones en política, cabildear para obtener legislación específica y presentar y litigar demandas.

## Historia
Oceana fue fundada en 2001 por un grupo internacional de fundaciones líderes, incluido el Rockefeller Brothers Fund, Sandler Foundation y The Pew Charitable Trusts. Esto siguió a un estudio de 1999 que encargaron, que encontró que menos del 5% de todos los recursos gastados por grupos ambientales sin fines de lucro en los EE. UU. eran usados para la conservación marina.
En 2001, Oceana absorbió The Ocean Law Project, que también fue creado por The Pew Charitable Trusts, para la rama legal de Oceana. En 2002, American Oceans Campaign, fundada por el actor y ambientalista Ted Danson, se fusionó con Oceana para promover sus objetivos comunes de conservación de los océanos.
En la actualidad, Oceana tiene su sede en Washington D. C. y oficinas en Belmopán, Brasilia, Bruselas, Ciudad de México, Copenhague, Fort Lauderdale, Ginebra, Juneau, Lima, Londres, Madrid, Manila, Monterey, Nueva York, Portland, Santiago de Chile y Toronto.

## Campañas

### Pesca sostenible
Viendo el enorme descenso en las capturas de pescado que ocurre desde 1980, Oceana está comprometida con la lucha contra la sobrepesca y la restauración de las pesquerías del mundo. Se centra principalmente en legislaciones que limiten la captura con base científica, que han llevado a recuperaciones dramáticas de pesquerías agotadas en el pasado reciente. También se opone a las subvenciones a la pesca, que, según afirma, están contribuyendo (en su forma actual) a la sobrepesca. Oceana también se enfoca en reducir la captura accesoria, especialmente de especies protegidas o en peligro de extinción.
El principal objetivo de Oceana con la pesca sostenible es proporcionar alimentos limpios y en abundancia. A menudo atribuyen la falta de recursos, como tierra o el agua dulce que requieren los peces silvestres, a la contaminación y a la sobreexplotación que sería necesaria para alimentar a la creciente población mundial. Esta campaña fue denominada Save the Oceans, Feed the World ('Salvar los océanos, alimentar al mundo').

### Plásticos
Oceana se enfoca en frenar o eliminar por completo el uso de plásticos, especialmente plásticos de un solo uso debido a su impacto dañino en el ecosistema marino y en los consumidores humanos. La organización generalmente se opone a centrarse en el reciclaje o la limpieza, y dice que esto se debe a las ineficiencias del reciclaje de grandes cantidades de plásticos en el océano.

### Fraudes en la compraventa de productos del mar
Oceana ha liderado el camino para exponer y defender el fraude en la compraventa de productos del mar. Su oposición proviene de la naturaleza generalizada de este problema, el impacto negativo en la salud que pueden tener los pescados y mariscos mal etiquetados (especialmente en personas con ciertas alergias a los mariscos) y su impacto en la sobrepesca al oscurecer su impacto.

### Crisis climática y energía
Oceana se dedica a combatir las numerosas amenazas a los océanos del mundo que impone la crisis climática. Su foco principal ha sido la acidificación del océano, una importante amenaza para la existencia de la vida marina, especialmente de los mariscos y los corales, los cuales son necesarios para el ecosistema marino y, en consecuencia, fuentes de alimentación humana. En cuanto a energías limpias, también se centran en la promoción de parques eólicos marinos y en la lucha contra el uso de la perforación mar adentro y la fuente sísmica con pistola de aire.

## Expediciones
En el área de la investigación científica, Oceana lanza expediciones para recopilar datos, que también otros grupos sin fines de lucro, comunidades locales y agencias gubernamentales utilizan para crear o influir en las políticas.
Se pueden ver ejemplos recientes del éxito de estas expediciones en Malta, donde una expedición llevó al gobierno maltés a ampliar las área marina protegidas, o en Filipinas, donde una expedición llevó al gobierno a crear una nueva área marina protegida en el banco oceánico de Benham.

## Victorias
Oceana se enfoca en influir en leyes específicas, juicios u otras políticas que se ajusten a sus objetivos más amplios. La misma organización denomina 'victorias' (victories) a las acciones que tienen éxito. Las victorias recientes han incluido proteger a los tiburones oscuros, prohibir la actividad industrial en las áreas marinas protegidas de Canadá, aumentar la transparencia a través del rastreo digital en la industria pesquera de Chile, y crear el segundo parque nacional marino más grande en la costa mediterránea de España.
A lo largo de su existencia, Oceana ha logrado la protección de 4.500.000 mi² de territorio oceánico.

## Publicaciones literarias

### La proteína perfecta, 2013
El director ejecutivo de Oceana, Andy Sharpless, y la escritora Suzannah Evans son coautores de The Perfect Protein (2013), traducido al castellano como La Proteína Perfecta: La guía de los amantes del pescado para salvar los océanos y alimentar el planeta, en el que se reflexiona acerca de pesca como suministro de alimentos abundante y sostenible. El libro propone soluciones como el establecimiento de límites de captura, el consumo de pescados ubicados en la parte inferior de la cadena trófica (como las sardinas, evitando, por ejemplo, ballenas y delfines), proteger los hábitats y reducir la captura accesoria.

### Oceana, 2011
El actor y vicepresidente de Oceana, Ted Danson, junto con Michael D'Orso, escribieron el libro Oceana: Our Endangered Oceans and What We Can Do to Save Them en 2011. Describe la participación temprana de Danson con el movimiento ambiental y también explica los problemas que enfrentan nuestros océanos hoy en día, como la perforación en alta mar, la contaminación, la acidificación de los océanos y la sobrepesca, todo ello acompañado de evidencia científica. Los Angeles Times lo calificó de «atractivo» porque está lleno de esquematizaciones, gráficos y fotografías.

## Crítica

### Pesca responsable
La Asociación de Productores de Pelágicos de California (CWPA), una pequeña organización sin fines de lucro dedicada a preservar la industria de especies pelágicas (wetfish) de California, ha criticado repetidamente los intentos de Oceana de detener temporalmente la pesquería de sardina del Pacífico. La CWPA criticó la cita de Oceana de un estudio de la Oficina Nacional de Administración Oceánica y Atmosférica (NOAA) que informó que el 95% de la población de sardinas se había agotado desde 2006. La CWPA afirma que estas cifras están infladas y que la disminución real de la población de peces es menor y no ha sido causada por la sobrepesca, sino por factores ambientales. La CWPA ha llamado específicamente a las afirmaciones de Oceana sobre la sobrepesca como fake news. Aunque la NOAA no ha respondido completamente a los pedidos de la CWPA para un nuevo estudio, no ha declarado que las sardinas estén sobreexplotadas, pero también ha prohibido la pesca comercial de sardinas.

### Fraude en el etiquetado de productos del mar
Varios medios de comunicación de tipo medioambiental han publicado artículos de opinión criticando los informes de Oceana sobre el fraude de productos del mar, y un artículo de The New York Times incluyó críticas similares. Las críticas se centran en la suposición de Oceana de que todos los productos del mar mal etiquetados son intencionalmente fraudulentos, incluso para especies que se confunden fácilmente o tienen nombres diferentes en diferentes países. La metodología de los estudios de Oceana también ha sido cuestionada, principalmente debido a su selección de peces históricamente mal etiquetados para realizar pruebas en lugar de una muestra más representativa. Además, criticaron las políticas recomendadas por Oceana en sus informes por ser inviables y altamente burocráticas.